# Sean Stephenson
Sean Clinch Stephenson (* 5. Mai 1979; † 28. August 2019) war ein amerikanischer Therapeut, Selbsthilfeautor und Motivationsredner. Da er mit Osteogenesis imperfecta geboren wurde, war Stephenson nur 91 cm groß, hatte Glasknochen und musste einen Rollstuhl benutzen.

## Leben
Als Stephenson geboren wurde, erkannten die Ärzte schnell die Anzeichen der genetischen Krankheit Osteogenesis imperfecta, umgangssprachlich auch als Glasknochenkrankheit bezeichnet. Die meisten seiner Knochen waren bei der Geburt gebrochen. Er wurde zur Intensivpflege ins Chicago Kinderkrankenhaus gebracht. Die Ärzte warnten seine Eltern davor, dass er möglicherweise bald sterben würde. Er überlebte, verbrachte jedoch viel Zeit seiner Jugend mit Schmerzen und erlebte den für Menschen mit seinem Typ der Osteogenesis imperfecta gewöhnlichen Zwergwuchs und Bewegungseinschränkungen.
Beruflich betätigte er sich erfolgreich als Motivationstrainer und erhielt bis zu 30.000 US-Dollar pro Auftritt. Auf The Biography Channel wurde 2009 eine einstündige Dokumentation über Sean Stephenson ausgestrahlt.
Am 14. Mai 2011 hielt Stephenson um die Hand von Mindie Kniss an. Das Paar heiratete am 14. September 2012.
Er verstarb am 28. August 2019 während einer Notoperation, die aufgrund einer Kopfverletzung, die er sich zugezogen hatte, vorgenommen werden musste.